# Сиченики
Сиче́ники (укр. січеники) — блюдо украинской кухни. Сиченики представляют собой лепёшки из фарша (мясного, рыбного, овощного), который предварительно обваливают в панировочных сухарях и обжаривают с двух сторон до образования золотистой корочки.

## Приготовление
Сначала готовят фарш. Для рыбных и мясных фаршей смешивают соответственно рыбный или мясной фарш с луком, перцем, солью, также иногда добавляют яйца, хлебный мякиш и зелень.
Для крупяных сичеников подготавливают кашу. Овощи же варят или тушат, а затем добавляют молоко, яйца, муку или крупу. Затем необходимо сформировать небольшие котлеты, панировать в сухарях и обжарить на растительном масле с двух сторон.

## Сервировка
Сиченики подаются горячими. Для соуса используют различные продукты, в зависимости от того, сладкие сиченики или солёные: сметана, разогретое сливочное масло, томатный соус, фруктовый соус.

## История
Слово «сиченик» происходит от слова «сечь», то есть «сиченик» представляет собой блюдо из дроблёных продуктов. На Украине это блюдо появилось из немецкой кухни через польскую и чешскую.